# Aerosmith-kislemezek listája
Az Aerosmith amerikai hard rock együttes 67 kislemezt jelentetett meg pályafutása során, melyből 21 felkerült a Billboard Hot 100 Top 40-es listájára. Ezek közül kilenc vezette a Mainstream Rock Tracks listáját is. A zenekarnak 29 olyan dala jelent meg, mely világszerte bekerült valamelyik lista első 40 helyezettje közé.

## Kislemezek

### 1970-es években megjelent kislemezek
| Év   | Cím                            | Helyezések              | Helyezések                   | Helyezések                      | Helyezések               | Helyezések                  | Album                                           |
| Év   | Cím                            | USA (Billboard Hot 100) | USA (Mainstream Rock Tracks) | Kanada (Canadian Singles Chart) | Ausztrália (ARIA Charts) | Anglia (Brit kislemezlista) | Album                                           |
| ---- | ------------------------------ | ----------------------- | ---------------------------- | ------------------------------- | ------------------------ | --------------------------- | ----------------------------------------------- |
| 1973 | Make It                        | -                       | -                            | -                               | -                        | -                           | Aerosmith                                       |
| 1973 | Mama Kin                       | 75                      | -                            | -                               | -                        | -                           | Aerosmith                                       |
| 1973 | Dream On                       | 59                      | -                            | 87                              | -                        | -                           | Aerosmith                                       |
| 1974 | Same Old Song and Dance        | 54                      | -                            | -                               | -                        | -                           | Get Your Wings                                  |
| 1974 | Train Kept A-Rollin'           | -                       | -                            | -                               | -                        | -                           | Get Your Wings                                  |
| 1974 | S.O.S. (Too Bad)               | -                       | -                            | -                               | -                        | -                           | Get Your Wings                                  |
| 1975 | Sweet Emotion                  | 36                      | -                            | 56                              | -                        | -                           | Toys in the Attic                               |
| 1975 | Walk This Way                  | -                       | -                            | -                               | -                        | -                           | Toys in the Attic                               |
| 1975 | You See Me Crying              | -                       | -                            | -                               | -                        | -                           | Toys in the Attic                               |
| 1975 | Toys in the Attic              | -                       | -                            | -                               | -                        | -                           | Toys in the Attic                               |
| 1976 | Dream On (újrakiadás)          | 6                       | -                            | 10                              | -                        | 76                          | Aerosmith                                       |
| 1976 | Last Child                     | 21                      | -                            | 26                              | -                        | -                           | Rocks                                           |
| 1976 | Home Tonight                   | 71                      | -                            | 82                              | -                        | -                           | Rocks                                           |
| 1976 | Rats in the Cellar             | -                       | -                            | -                               | -                        | -                           | Rocks                                           |
| 1976 | Walk This Way (újrakiadás)     | 10                      | -                            | 7                               | -                        | 85                          | Toys in the Attic                               |
| 1977 | Back in the Saddle             | 38                      | -                            | 68                              | -                        | -                           | Rocks                                           |
| 1977 | Draw the Line                  | 42                      | -                            | 38                              | -                        | -                           | Draw the Line                                   |
| 1978 | Kings and Queens               | 70                      | -                            | 77                              | -                        | -                           | Draw the Line                                   |
| 1978 | Get It Up                      | -                       | -                            | -                               | -                        | -                           | Draw the Line                                   |
| 1978 | Come Together                  | 23                      | -                            | 24                              | -                        | -                           | Sgt Pepper’s Lonely Hearts Club Band (filmzene) |
| 1978 | Chip Away the Stone            | 77                      | -                            | -                               | -                        | -                           | Live! Bootleg                                   |
| 1979 | Remember (Walking in the Sand) | 67                      | -                            | 29                              | -                        | -                           | Night in the Ruts                               |

### 1980-as években megjelent kislemezek
| Év   | Cím                                         | Helyezések              | Helyezések                   | Helyezések                      | Helyezések                  | Helyezések  | Helyezések | Album                   |
| Év   | Cím                                         | USA (Billboard Hot 100) | USA (Mainstream Rock Tracks) | Kanada (Canadian Singles Chart) | Anglia (Brit kislemezlista) | Olaszország | Lettország | Album                   |
| ---- | ------------------------------------------- | ----------------------- | ---------------------------- | ------------------------------- | --------------------------- | ----------- | ---------- | ----------------------- |
| 1982 | Lightning Strikes                           | -                       | 21                           | -                               | -                           | -           | -          | Rock in a Hard Place    |
| 1982 | Bitch's Brew                                | -                       | -                            | -                               | -                           | -           | -          | Rock in a Hard Place    |
| 1985 | Let the Music Do the Talking                | -                       | 18                           | -                               | -                           | -           | -          | Done with Mirrors       |
| 1986 | My Fist Your Face                           | -                       | -                            | -                               | -                           | -           | -          | Done with Mirrors       |
| 1986 | Shela                                       | -                       | 20                           | -                               | -                           | -           | -          | Done with Mirrors       |
| 1986 | Darkness                                    | -                       | -                            | -                               | -                           | -           | -          | Done with Mirrors       |
| 1987 | Dude (Looks Like a Lady)                    | 14                      | 4                            | 22                              | 45                          | 95          | -          | Permanent Vacation      |
| 1987 | Hangman Jury                                | -                       | 14                           | -                               | -                           | -           | -          | Permanent Vacation      |
| 1988 | Angel                                       | 3                       | 2                            | 14                              | 69                          | -           | -          | Permanent Vacation      |
| 1988 | Rag Doll                                    | 17                      | 12                           | 23                              | 42                          | 73          | 13         | Permanent Vacation      |
| 1988 | Magic Touch                                 | -                       | 42                           | -                               | -                           | -           | -          | Permanent Vacation      |
| 1988 | Rocking Pneumonia And The Boogie Woogie Flu | -                       | 44                           | -                               | -                           | -           | -          | Less Than Zero filmzene |
| 1989 | Chip Away the Stone (újrakiadás)            | -                       | 13                           | -                               | -                           | -           | -          | Gems                    |
| 1989 | Love in an Elevator †                       | 5                       | 1                            | 13                              | 13                          | 31          | -          | Pump                    |
| 1989 | F.I.N.E.*                                   | -                       | 14                           | -                               | -                           | -           | -          | Pump                    |
| 1989 | Janie's Got a Gun                           | 4                       | 2                            | 2                               | 76                          | 1           | 47         | Pump                    |

### 1990-es években megjelent kislemezek
| Év   | Cím                                      | Helyezések              | Helyezések                   | Helyezések                   | Helyezések | Helyezések | Helyezések | Helyezések | Helyezések | Helyezések | Helyezések | Helyezések | Helyezések | Helyezések | Helyezések              | Album                     |
| Év   | Cím                                      | USA (Billboard Hot 100) | USA (Mainstream Rock Tracks) | CAN (Canadian Singles Chart) | UK         | AUS        | GER        | SWI        | AUT        | ITA        | FRA        | SWE        | FIN        | LVA        | USA (Top 40 Mainstream) | Album                     |
| ---- | ---------------------------------------- | ----------------------- | ---------------------------- | ---------------------------- | ---------- | ---------- | ---------- | ---------- | ---------- | ---------- | ---------- | ---------- | ---------- | ---------- | ----------------------- | ------------------------- |
| 1990 | What It Takes                            | 9                       | 1                            | 15                           | -          | 40         | -          | -          | -          | -          | -          | -          | -          | -          | -                       | Pump                      |
| 1990 | The Other Side                           | 22                      | 1                            | 22                           | 46         | 70         | -          | -          | -          | -          | -          | -          | -          | -          | -                       | Pump                      |
| 1990 | Monkey on My Back                        | -                       | 17                           | -                            | -          | -          | -          | -          | -          | -          | -          | -          | -          | -          | -                       | Pump                      |
| 1990 | Dude (Looks Like a Lady) (újrakiadás)    | -                       | -                            | -                            | 20         | -          | -          | -          | -          | -          | -          | -          | -          | -          | -                       | Permanent Vacation        |
| 1990 | Love Me Two Times                        | -                       | 27                           | -                            | -          | -          | -          | -          | -          | -          | -          | -          | -          | -          | -                       | Air America filmzene      |
| 1991 | Sweet Emotion (újrakiadás)               | -                       | 36                           | -                            | 74         | -          | -          | -          | -          | -          | -          | -          | -          | -          | -                       | Pandora’s Box             |
| 1991 | Helter Skelter                           | -                       | 21                           | -                            | -          | -          | -          | -          | -          | -          | -          | -          | -          | -          | -                       | Pandora’s Box             |
| 1993 | Livin' on the Edge                       | 18                      | 1                            | 10                           | 19         | 21         | -          | 21         | -          | -          | -          | -          | -          | -          | 19                      | Get a Grip                |
| 1993 | Eat the Rich                             | -                       | 5                            | 45                           | 34         | -          | -          | -          | -          | -          | -          | -          | -          | -          | -                       | Get a Grip                |
| 1993 | Fever                                    | -                       | 5                            | -                            | -          | -          | -          | -          | -          | -          | -          | -          | -          | -          | -                       | Get a Grip                |
| 1993 | Cryin' †                                 | 12                      | 1                            | 8                            | 17         | -          | 7          | 4          | 5          | -          | 6          | 3          | -          | -          | 11                      | Get a Grip                |
| 1993 | Amazing                                  | 24                      | 3                            | 4                            | 57         | -          | 28         | 16         | 27         | -          | -          | 24         | -          | -          | 9                       | Get a Grip                |
| 1994 | Shut Up and Dance                        | -                       | -                            | -                            | 24         | -          | -          | -          | -          | -          | -          | -          | -          | -          | -                       | Get a Grip                |
| 1994 | Deuces Are Wild                          | -                       | 1                            | 25                           | -          | -          | -          | -          | -          | -          | -          | -          | -          | -          | -                       | Big Ones                  |
| 1994 | Crazy                                    | 17                      | 7                            | 3                            | 23         | -          | 43         | 28         | -          | -          | -          | -          | -          | -          | 7                       | Get a Grip                |
| 1994 | Blind Man                                | 48                      | 3                            | 5                            | 23         | -          | 89         | -          | -          | -          | -          | -          | -          | 17         | 23                      | Big Ones                  |
| 1995 | Walk on Water                            | -                       | 16                           | 62                           | -          | -          | -          | -          | -          | -          | -          | -          | -          | 11         | -                       | Big Ones                  |
| 1997 | Nine Lives                               | -                       | 37                           | -                            | -          | -          | -          | -          | -          | -          | -          | -          | -          | -          | -                       | Nine Lives                |
| 1997 | Falling in Love (Is Hard on the Knees) † | 35                      | 1                            | 2                            | 22         | 46         | 40         | 22         | 35         | -          | -          | 23         | 7          | 2          | 29                      | Nine Lives                |
| 1997 | Hole in My Soul                          | 51                      | 4                            | 10                           | 29         | -          | 75         | -          | -          | -          | -          | -          | -          | 4          | 63                      | Nine Lives                |
| 1997 | Pink                                     | 27                      | 1                            | 42                           | 38         | -          | 81         | -          | -          | -          | -          | -          | -          | 19         | 23                      | Nine Lives                |
| 1998 | Taste of India                           | -                       | 3                            | 40                           | -          | -          | -          | -          | -          | -          | -          | -          | -          | -          | -                       | Nine Lives                |
| 1998 | Full Circle                              | -                       | -                            | -                            | -          | -          | -          | -          | -          | -          | -          | -          | -          | -          | -                       | Nine Lives                |
| 1998 | I Don't Want to Miss a Thing †           | 1                       | 4                            | 2                            | 4          | 1          | 1          | 1          | 1          | 1          | 8          | 2          | 3          | 1          | 1                       | Armageddon filmzene album |
| 1998 | What Kind of Love Are You On             | -                       | 4                            | -                            | -          | -          | -          | -          | -          | -          | -          | -          | -          | -          | -                       | Armageddon filmzene album |
| 1999 | Pink (újrakiadás)                        | -                       | -                            | -                            | 13         | -          | -          | -          | -          | -          | -          | -          | -          | -          | -                       | Nine Lives                |

### 2000-es években megjelent kislemezek
| Év   | Cím                        | Helyezések              | Helyezések                   | Helyezések                   | Helyezések | Helyezések | Helyezések | Helyezések | Helyezések | Helyezések | Helyezések | Helyezések | Helyezések | Helyezések | Helyezések              | Album                            |
| Év   | Cím                        | USA (Billboard Hot 100) | USA (Mainstream Rock Tracks) | CAN (Canadian Singles Chart) | UK         | AUS        | GER        | SWI        | AUT        | ITA        | FRA        | SWE        | FIN        | LVA        | USA (Top 40 Mainstream) | Album                            |
| ---- | -------------------------- | ----------------------- | ---------------------------- | ---------------------------- | ---------- | ---------- | ---------- | ---------- | ---------- | ---------- | ---------- | ---------- | ---------- | ---------- | ----------------------- | -------------------------------- |
| 2000 | Angel's Eye                | -                       | 4                            | -                            | -          | -          | -          | -          | -          | -          | -          | -          | -          | -          | -                       | Charlie Angyalai filmzene        |
| 2001 | Jaded                      | 7                       | 1                            | -                            | 13         | 51         | 48         | 30         | 47         | 11         | -          | -          | -          | 17         | 6                       | Just Push Play                   |
| 2001 | Fly Away From Here         | 103                     | -                            | -                            | -          | -          | -          | 44         | -          | 31         | -          | -          | -          | -          | 24                      | Just Push Play                   |
| 2001 | Sunshine                   | -                       | 23                           | -                            | -          | -          | -          | -          | -          | -          | -          | -          | -          | -          | -                       | Just Push Play                   |
| 2001 | Just Push Play             | -                       | 10                           | -                            | -          | -          | -          | -          | -          | -          | -          | -          | -          | -          | 38                      | Just Push Play                   |
| 2002 | Girls of Summer            | -                       | 25                           | -                            | 199        | -          | -          | -          | -          | 25         | -          | -          | -          | 26         | -                       | O, Yeah! Ultimate Aerosmith Hits |
| 2004 | Baby, Please Don't Go      | -                       | 7                            | -                            | -          | -          | -          | -          | -          | -          | -          | -          | -          | -          | -                       | Honkin' on Bobo                  |
| 2006 | Devil's Got a New Disguise | -                       | 15                           | -                            | -          | -          | -          | -          | -          | -          | -          | -          | -          | -          | -                       | Devil's Got a New Disguise       |

### 2010-es években megjelent kislemezek
| Év   | Cím                       | Helyezések              | Helyezések                   | Helyezések                   | Helyezések | Helyezések | Helyezések | Helyezések | Helyezések | Helyezések | Helyezések | Helyezések | Helyezések | Helyezések | Helyezések              | Album                         |
| Év   | Cím                       | USA (Billboard Hot 100) | USA (Mainstream Rock Tracks) | CAN (Canadian Singles Chart) | UK         | AUS        | GER        | SWI        | AUT        | ITA        | FRA        | SWE        | FIN        | LVA        | USA (Top 40 Mainstream) | Album                         |
| ---- | ------------------------- | ----------------------- | ---------------------------- | ---------------------------- | ---------- | ---------- | ---------- | ---------- | ---------- | ---------- | ---------- | ---------- | ---------- | ---------- | ----------------------- | ----------------------------- |
| 2012 | Legendary Child           | -                       | 27                           | -                            | -          | -          | -          | -          | -          | -          | -          | -          | -          | -          | -                       | Music from Another Dimension! |
| 2012 | Lover Alot                | -                       | 47                           | -                            | -          | -          | -          | -          | -          | -          | -          | -          | -          | -          | -                       | Music from Another Dimension! |
| 2012 | What Could Have Been Love | -                       | 48                           | -                            | -          | -          | -          | -          | -          | -          | -          | -          | -          | -          | -                       | Music from Another Dimension! |
| 2013 | Can't Stop Lovin' You     | -                       | -                            | -                            | -          | -          | -          | -          | -          | -          | -          | -          | -          | -          | -                       | Music from Another Dimension! |

### Statisztika
| - | Kategória         | USA (Billboard Hot 100) | USA (Mainstream Rock Tracks) | CAN (Canadian Singles Chart) | UK | AUS | GER | SWI | AUT | ITA | FRA | SWE | FIN | LVA | USA (Top 40 Mainstream) |
| - | ----------------- | ----------------------- | ---------------------------- | ---------------------------- | -- | --- | --- | --- | --- | --- | --- | --- | --- | --- | ----------------------- |
|   | Top 40            | 21                      | 41                           | 24                           | 15 | 5   | 4   | 8   | 5   | 8   | 2   | 4   | 2   | 8   | 11                      |
|   | Top 10            | 8                       | 24                           | 12                           | 1  | 2   | 2   | 3   | 2   | 4   | 2   | 2   | 2   | 3   | 4                       |
|   | Listavezető dalok | 1                       | 10                           | -                            | -  | 2   | 1   | 1   | 1   | 4   | -   | -   | -   | 1   | 1                       |

## Más listákon való szereplések
- 1988 - Dude (Looks Like a Lady) - #41 Dance Music/Club Play
- 1998 - I Don't Want to Miss a Thing - #13 Adult Contemporary
- 1998 - I Don't Want to Miss a Thing - #14 Hot Latin Tracks
- 2001 - Jaded - #6 Adult Top 40
- 2001 - Jaded - #8 Top 40 Tracks
- 2001 - Jaded - #21 Latin Tropical/Salsa Airplay
- 2001 - Jaded - #30 Latin Pop Airplay
- 2001 - Fly Away From Here - #34 Top 40 Tracks
- 2001 - Fly Away From Here - #36 Adult Top 40
- 2012 - Legendary Child - #19 Active Rock
- 2012 - Legendary Child - #3 Heritage Rock
- 2012 - Legendary Child - #17 Hot Mainstream Rock Tracks
- 2012 - Legendary Child - #69 Canadian Hot 100 Airplay
- 2012 - Lover Alot - #19 Heritage Rock
- 2012 - What Could Have Been Love - #22 Adult Top 40
- 2012 - What Could Have Been Love - #28 Adult Contemporary